# Polystichum aculeolatum
Polystichum aculeolatum är en träjonväxtart som beskrevs av Fée. Polystichum aculeolatum ingår i släktet Polystichum och familjen Dryopteridaceae. Inga underarter finns listade.